# Хилендарски манастир
Хилендарският манастир или Хилендар (на сръбски: Хиландар; на гръцки: Μονή Χιλανδαρίου) е сръбски православен манастир в Атон, Гърция. Той стои на четвърто място в йерархията на светогорските манастири. Включен е в списъка на световното културно и природно наследство на ЮНЕСКО.

## История
Стари извори споменават за манастира още през X век, като го свързват с монаха светогорец Георгиу Хилендариус, когото считат за негов основател и първи ктитор. Два века след това манастирът е обновен като обител от великия жупан Стефан Неманя (1159 – 1195 г.). Той идва в Света гора и през 1191 г. приема монашеството под името Сава. По-късно тук дошъл и неговият баща, който също се замонашил – под името Симеон. Двамата построяват седем параклиса, а с помощта на император Алексий III Ангел, техен роднина, който им издал хрисовул, основават на мястото на запустелия стар манастир „Хилендар“ обновена обител под същото име.
Наред със Зографския манастир и „Хилендар“ е тясно свързан с българската история. При падането на българските и сръбски земи под османска власт голям брой български монаси се заселват в него. През XVIII век той е щедро даряван от български търговци като хаджи Вълчо,хаджи Геро Добревич- Мушек (баща на Найден Геров )и др. След закриването на Печката патриаршия (1767) манастирът става почти изцяло български в продължение на повече от век. По тази причина Хилендар е средище на българското Възраждане. Много видни българи от това време го посещават или обитават: Софроний Врачански, Неофит Бозвели, Иларион Макариополски и други. Отец Паисий пише там своята История славянобългарска.
На Великден 1896 г. крал Александър Обренович посещава Хилендар. След като неговото правителство приема да изплати значителните дългове на манастира, през 1900 г. той се връща в сръбски ръце.

## Игумени
- 1938 – 1963 Михаил Матич
- 1963 – 1990  Никанор Савич.
- 1990 – 1992  Паисий Танасиевич.
- 1992 – 2010  Моисей Жаркович.
- 2010 – днес  Методий Маркович.

## Ценности и реликви
В манастирската библиотека се пазят над 6000 ръкописа и повече от 30 000 старопечатни книги. Цялото манастирско богатство е обнародвано и периодично се издава специален сборник за изследване на старините му.
Сред множеството икони е запазена и една златна мозаична икона с лика на Света Богородица, която се счита за една от най-ценните в монашеската република.

## Други
На Хилендарския манастир е наречена улица в квартал „Драгалевци“ в София (Карта).